# Gianduia (chocolate)

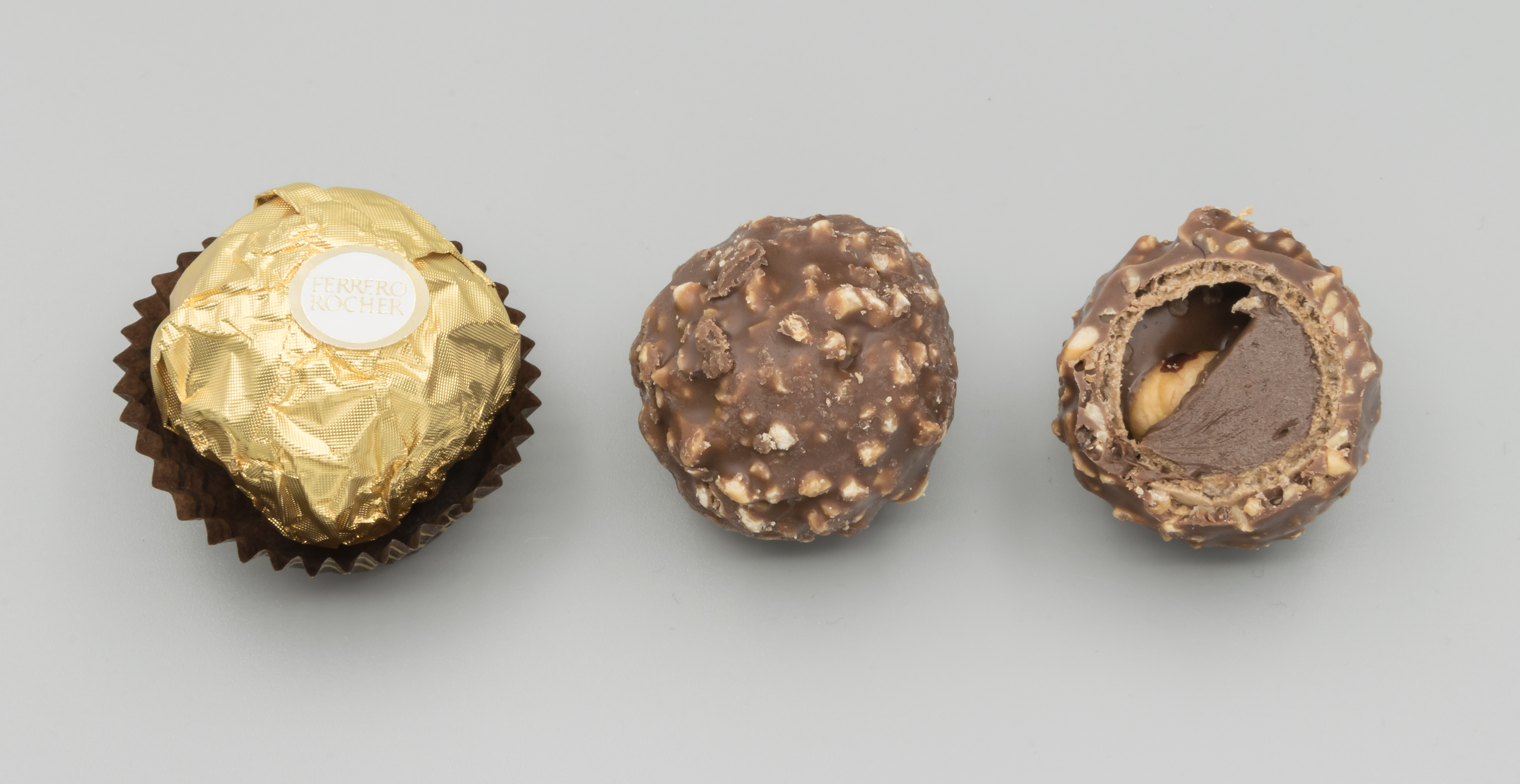
Ferrero Rocher. El relleno de gianduia puede apreciarse a la derecha.

Se llama gianduia o gianduja a una pasta de chocolate que contiene sobre un 30 % de pasta de avellana. Toma su nombre de Gianduia, un personaje de marioneta y carnaval que representa al piamontés arquetípico, región italiana en la que los dulces de avellana son comunes.
Además de la receta clásica, los confiteros modernos aplican el nombre a cualquier combinación de frutos secos, chocolate y azúcar; por ejemplo, almendra, chocolate negro y azúcar, o nuez, chocolate con leche y azúcar.

## Historia
La gianduia nació en el Piamonte en 1806. Su creación se atribuye a los pasteleros turineses que sustituyeron parte del cacao por la más barata pasta de avellana de Langhe: el bloqueo económico ordenado por Napoleón a los productos de manufactura británica, y que permaneció en vigor hasta 1813, había provocado una gran escasez de cacao en el Reino de Piamonte-Cerdeña.
El chocolatier Michele Prochet, en colaboración con Caffarel, perfeccionó la receta en 1852 tostando las avellanas y moliéndolas. Según la leyenda, con un «golpe de cuchara» dado sabiamente a esta suave pasta nació el gianduiotto (o giandujot) con su forma típica, que sería presentado como el primer bombón relleno con ocasión del carnaval de 1865.

## Origen del nombre
Giandla duja es también la expresión piamontesa para la giandula de avellana, y giandulott es el centro, las drupas. Su traducción como ‘nuez dulce’ coincide con la descripción original del significado en dialecto albano, y los términos gianda, gandula, gandulin y gandulott son bien conocidos en las regiones de habla galo-italianas.

## Productos relacionados
El gelato de chocolate y avellana del mismo nombre tiene origen en Suiza, al igual que la fondue Gianduia. Un producto relacionado de Ferrero es la Nutella, que originalmente se llamó Pasta Gianduia como táctica comercial para atraer a los niños. 
Los Gianduiotti, una especialidad turinesa, son bombones de chocolate con forma parecida a un bote vuelto del revés, elaborados con una mezcla de cacao y pasta de avellana. Sigue siendo una marca registrada de Caffarel.
- Datos: Q2270630
- Multimedia: Gianduia / Q2270630